# RAISE A SUILEN
RAISE A SUILEN（風格化後為RΛISE A SUILEN）是一衍生自武士道跨媒體製作企劃《BanG Dream!》的日本電子搖滾樂團，於2018年組建，成員包括主音貝斯手Raychell、吉他手小原莉子、鍵盤手倉知玲鳳、鼓手夏芽以及DJ紡木吏佐，並各自對應該項目的動畫系列與手機遊戲中同名虛擬樂團的五位角色，也同樣在現場演唱會上演奏與角色設定相同的樂器。

## 歷史

### 早期（2018–2020）

THE THIRD（仮）時期的標誌

RAISE A SUILEN最初是《BanG Dream!》系列宇宙內的一支伴奏樂團，專為無法演奏特定樂器的樂隊提供支援。企劃開創者兼武士道社長木谷高明接受Real Sound採訪時坦承自己不情願在一幾乎由女角色組成的系列中加入全男班伴奏樂團，而這正正促使了RAISE A SUILEN的誕生。他也表示期望打造出一個女團版的ONE OK ROCK，並給予她們有別於Poppin'Party和Roselia等姐妹樂團的自由，去翻唱更多非武士道版權的歌曲。該樂團初時由Raychell、夏芽、倉知玲鳳和Poppin'Party的吉他手大塚紗英組成，於2018年1月13至14日在東京國際展示場的Garupa Live及Garupa Party!演唱會上首次亮相，為Afterglow、Hello, Happy World!與Pastel*Palettes伴奏，並在14日正式宣佈以「THE THIRD（仮）」為暫定名獨立出道。之所以取此為暫時隊名是因為該團為《BanG Dream!》系列繼Poppin'Party和Roselia後第三支成軍的真人樂團。
她們的第一次現場演唱會「THE THIRD（仮）1st LIVE」（THE THIRD（仮）1st ライブ）在2018年3月25日於「下北澤GARDEN」舉行，常駐成員有Raychell、夏芽和倉知；本來已是《BanG Dream!》宇宙一分子的大塚則以客席成員身份參與演唱會的前九首歌曲，稍後正式吉他手小原莉子宣告加入，並隨隊演奏THE THIRD（仮）的首張原創單曲〈R・I・O・T〉。該單曲後來在同年12月12日與Poppin'Party的〈KIZUNA MUSIC♪〉（キズナミュージック♪）、Roselia的〈BRAVE JEWEL〉一起發行，且最高在Oricon單曲週榜上排名第6位。〈R・I・O・T〉為《BanG Dream!》第二季和第三季動畫的插入曲，其B面曲〈UNSTOPPABLE〉則是《卡片戰鬥!! 先導者 中·高校篇》的第四首片尾曲。除此之外，「THE THIRD（仮）1st LIVE」的現場演奏歌曲亦被整理成專輯，在2018年9月26日發行。
2018年5月12日，THE THIRD（仮）在幕張展覽館舉行的「BanG Dream! 5th☆LIVE」上作為開場樂團登場演出。兩個月後的17日，DJ紡木吏佐在赤坂BLITZ進行的第二場現場演唱會上正式加入，樂團亦更名為「RAISE A SUILEN」。「Suilen」是的日文羅馬拼音，意指「竹簾」，合起來即暗指「升起幕簾」。該團名的靈感來自綾奈由仁子，她同時也負責成員們的虛擬角色設定，以及擔任《BanG Dream!》動畫的系列構成。同年11月，RAISE A SUILEN與Poppin'Party、Roselia一起在美國加利福尼亞州安那翰會議中心的「CharaExpo USA 2018」上開唱，為她們的首次海外公演。RAS改名與擁有完整陣容後的首場演唱會「Brave New World」出現在2018年12月7日，於兩國國技館的「BanG Dream! 6th☆LIVE」上舉行。
RAISE A SUILEN的第二張單曲〈A DECLARATION OF ×××〉在2019年2月20日上架，為當天《BanG Dream!》系列六個樂團同步釋出單曲的一部分。各張單曲皆在此前的19日登上Oricon單曲日榜，其中RAS排在第八位。兩天後，該樂團在日本武道館舉行的「BanG Dream! 7th☆LIVE」上「Genesis」演唱會，並有Hello, Happy World!的伊藤美來、Pastel*Palettes的前島亞美、Afterglow的三澤紗千香、Glitter*Green的三森鈴子和系列的全男班樂隊Argonavis登台伴奏。2019年6月19日，RAISE A SUILEN發行題為〈Invincible Fighter〉的第三張單曲，其標題曲及B面曲〈Takin' My Heart〉分別是《卡片戰鬥!! 先導者 續·高中生篇》的主題曲和片尾曲。隔月7月13–14日於神戶市中央區世界紀念館舉行其初次獨立演唱會，並有伊藤美來、前島和大塚三人客串演出。她們隨後亦多次以客座身份參與其他演唱會，其中包括一星期後的武士道新系列企劃《D4DJ》的真人出道音樂會、8月31日的Animelo Summer Live（埼玉超級競技場）、9月29日熊本縣野外劇場ASPECTA的「阿蘇搖滾音樂節」（ASO ROCK FESTIVAL）、10月5日的「MAG ROCK FESTIVAL」（靜岡市清水Marine Park）以及同月26日在世界紀念館舉辦的ANIMAX MUSIX 2019 KOBE。2019年11月30日至12月1日，RAISE A SUILEN在幕張展覽館與Roselia一起進行聯合演唱會「Rausch und/and Craziness」。該樂團的第二場獨立演唱會「THE CREATION～We are RAISE A SUILEN」則在28天後於澀谷公會堂舉行。
該樂團的第四張單曲〈DRIVE US CRAZY〉在2020年1月22日發行，甫發售便隨即空降在Oricon單曲週榜的第五位，並於年終結算時入選公告牌年度日本熱門單曲榜，排在97位。第三場單獨演出的音樂會「Craziness」則在同年2月9日於靜岡縣小笠山綜合運動公園競技場開唱。約兩個月後的6日，紡木與倉知開始在每週一20:30–21:00共同主持RAISE A SUILEN的官方廣播節目《Radio R･I･O･T》直到6月29日，並分別在隔年1月4日至3月29日以及7月5日到2022年6月27日間重開廣播。2020年7月15至19日，RAS全員參與的舞台劇《We are RAISE A SUILEN～BanG Dream! The Stage～》在天王洲銀河劇場公演，共有九場演出；但由於COVID-19疫情正值高峰的關係，舞台劇改以直播方式進行，現場票則全數退還款項。事後統計總共有10,064名觀眾透過直播收看該九場演出。

### 首張專輯、舞台演出與亞洲巡迴（2020–現在）
RAISE A SUILEN的第一張正式專輯《ERA》在2020年8月19日發行，隨即以15,420份的下載量空降Oricon數位專輯日榜冠軍，並在六天後公佈的實體專輯週榜中獲得亞軍，僅次於米津玄師的《STRAY SHEEP》。《ERA》也分別在日本告示牌2020年年終最暢銷專輯榜和Hot 100中排在第86位與94位。同月8月22日及23日，該樂團在「BanG Dream! 8th☆LIVE」（富士急樂園Conifer Forest）的第二、三天參與小型音樂會「The Depths」及「Special Live：Summerly Tone」，並在其中首次演唱〈Sacred world〉與《ERA》的全部收錄曲。RAS在「Special Live：Summerly Tone」中也為Pastel*Palettes的前島亞美伴奏，整場音樂會最後以Raychell、Roselia的相羽亞衣奈加入Poppin'Party的安可演出作結。RAISE A SUILEN的第五張單曲兼《突擊莉莉 Bouquet》的片頭曲〈Sacred world〉在2020年10月21日公開發售，其B面曲〈REIGNING ~THE STAGE VER.~〉與
〈R・I・O・T ~The Stage ver.~〉則是兩首原曲的舞台劇版。
該樂隊的第六張單曲〈mind of Prominence〉在2021年1月27日正式發售，它在發行首週便登上Oricon單曲合算週榜的季軍，為RAS成團後在該榜所創下的最高位。RAISE A SUILEN之後原定參加隔月7至8日在武藏野之森綜合體育廣場的「BUSHIROAD ROCK FESTIVAL 2021」，但最後因Covid-19疫情死灰復燃而作罷。她們後續與Roselia一起於同月22日在橫濱體育館舉辦「Rausch und/and Craziness II」音樂會，是繼2020年12月12日線上舉行的「Rausch und/and Craziness Interlude」後的第三場系列演唱會。RAS在2021年4月27日上架第七張單曲〈EXIST〉，其標題曲及B面曲〈Embrace of light〉分別為《擾亂 THE PRINCESS OF SNOW AND BLOOD》的主題曲與片尾曲。在五月至六月間，該樂團舉行其首次巡迴演唱會「RAISE A SUILEN ZEPP TOUR 2021『BE LIGHT』」，頭三場音樂會在Zepp Haneda（5月22日、東京都大田區羽田空港）、Zepp Nagoya（6月2日，名古屋市中村區）和Zepp Namba（6月30日，大阪市浪速區）開唱；後三場追加公演則於Zepp Sapporo（11月12日，札幌市中央區）、Zepp Fukuoka（11月26日，福岡市中央區）及KT Zepp Yokohama（12月4日，橫濱市西區港未來）進行。同年9月4–5日，RAS與《BanG Dream!》宇宙新組建的Morfonica在富士急樂園Conifer Forest共演「BanG Dream! 9th☆LIVE：Mythology」音樂會。該樂隊的第八張單曲〈Domination to world〉在不久之後的9月29日釋出。
有Fear, and Loathing in Las Vegas作的演出嘉賓的RAS特別音樂會「Repaint」在2022年2月7日於東京都港區台場的Zepp DiverCity進行，兩團還合作演唱（FaLiLV作曲）與音樂會同名的歌曲。〈Repaint〉在19天後以數位形式上架，並收錄在同年4月27日發行的Fear, and Loathing in Las Vegas第九張專輯《Coruscate -DNA-》內。2022年6月18日，RAISE A SUILEN與Morfonica一起舉辦「Mythology Chapter 2」，並在隔天進行獨立演唱會「OVERKILL」，兩者皆在富士急樂園Conifer Forest開唱。RAS原定在同年8月13日於千葉縣中央區蘇我運動公園（蘇我スポーツ公園）舉行的「Rock in Japan Festival 2022」表演，惜該日演出因輕度颱風米雷吹襲而停辦。她們在一星期後成功參與SUMMER SONIC（Zozo海洋球場）。該樂團隨後在2022年11月13日參演在西武巨蛋舉行的武士道十週年紀念演唱會，以及隔月28日幕張展覽館的COUNTDOWN JAPAN。
2023年2月4日，RAISE A SUILEN在有明體育館的「BanG Dream! 11th☆LIVE」首天與Poppin'Party聯手共演「GALAXY to GALAXY」小型音樂會。之後的3月12日，她們參與了在世界紀念館舉行的「MEGA VEGAS」演唱會，再次跟Fear, and Loathing in Las Vegas合唱〈Repaint〉一曲，十天後再以全員虛擬形象的方式在星街彗星五周年演唱會「Shining Memory」上共唱〈HELL! or HELL?〉。RAS在同年5月27日在富士急樂園Conifer Forest出演「BUSHIROAD ROCK FESTIVAL 2023」，隔天又在同樣地點出演「EXCLAMATION HIGHLAND」專場音樂會，並在其上首次演唱當天發行的新曲〈-N-E-M-E-S-I-S-〉。此後RAISE A SUILEN也陸續參演7月16日的「LuckyFes 2023」（國營常陸海濱公園）和11月5日的「BanG Dream! 12th☆LIVE」（東京花園劇場）第三天的小型音樂會「REVEAL」，最後在11月18日「ANIMAX MUSIX 2023」（橫濱體育館）收尾。在2024年後分別在3月22日在台灣新北市新莊區的宏匯廣場Zepp New Taipei與4月5日在中國大陸上海市徐匯區宛平劇院大劇場進行隊史首次海外巡迴「RAISE A SUILEN ASIA TOUR 2024」，並於同年6月12日發行第二張專輯《SAVAGE》，以及在三天與四天之後舉辦專場演唱會「ESSENTIALS」，在7月15日再度參加「LuckyFes」，於2024年末及2025年初，再度Zepp巡迴演出。2025年5月24日於桃園會展中心參與ANISAMA WORLD 2025 in TAOYUAN。

## 成員

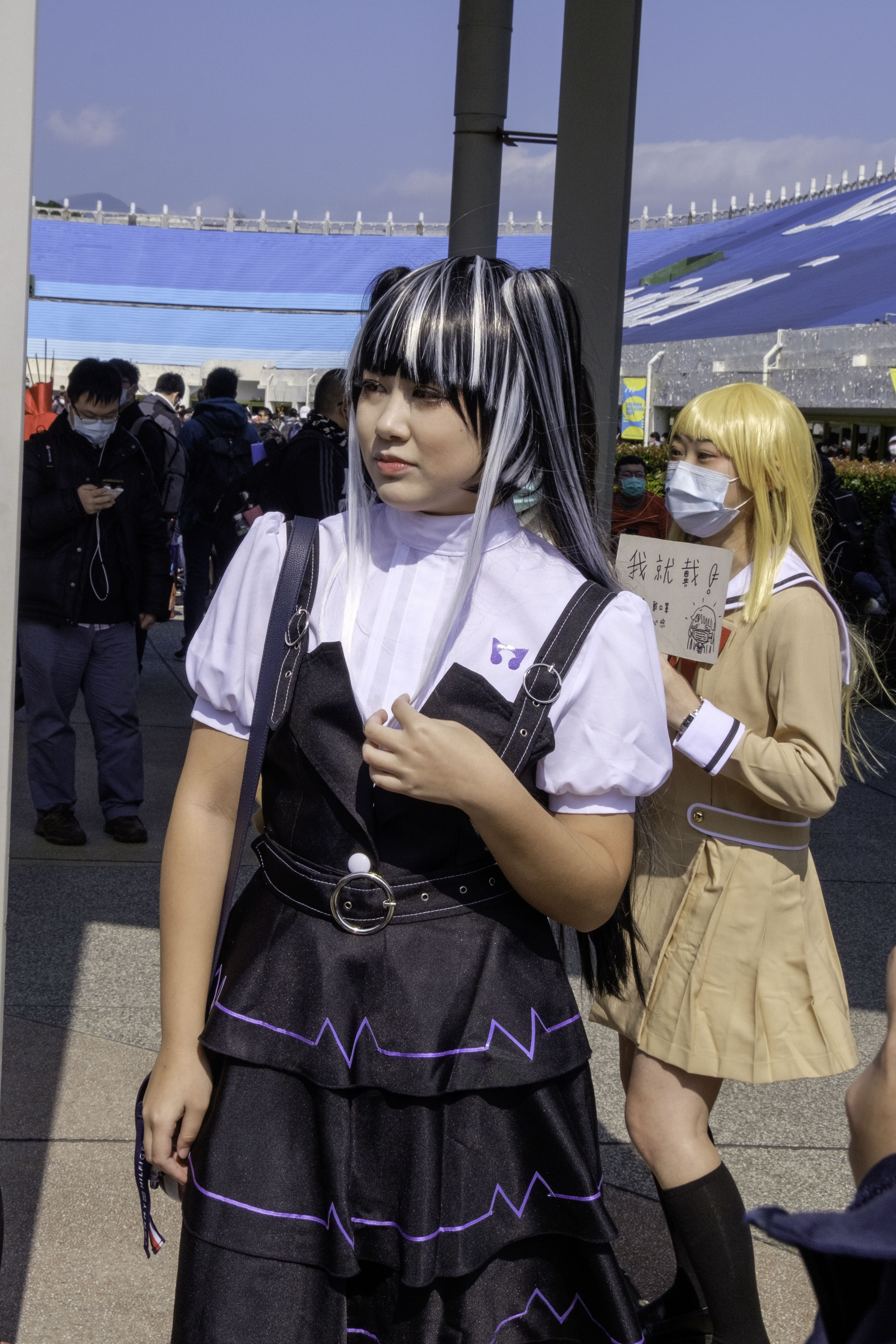
第35屆開拓動漫祭中扮演PAREO的角色扮演者

- Raychell（日语：Raychell）（飾「LAYER」和奏瑞依，主音/貝斯手）：進入《BanG Dream!》系列宇宙前為歌手、演員和廣播節目主持人，但從未有過配音的經歷[82]。2010年至2013年間，她化名作「Lay」獨唱出道，隨後更為現在的藝名。Raychell與夏芽在2017年分別以第二主唱和鼓手身份加入視覺系樂隊SHAZNA，並在同年單獨操刀武士道旗下動畫《卡片戰鬥先導者G NEXT》的第二首片尾曲〈Are you ready to FIGHT〉，也因此被該公司的社長木谷高明（日语：木谷高明）接洽，邀請其加入《BanG Dream!》的伴奏樂團（英语：backup band）。作為Ace Crew Entertainment（日语：エースクルー・エンタテインメント）經紀公司的同事，她與大塚紗英認識已久[7]，亦自《少女樂團派對》發行便是該作的玩家[82]。 Raychell在2020年接受Real Sound訪問時表示曾打算放棄歌手生涯，因而獲RAISE A SUILEN伸出橄欖枝一事真心令她覺得自己「被《BanG Dream!》系列拯救了」[14]。

- 小原莉子（飾「LOCK」朝日六花，吉他手）：THE THIRD（仮）舉行第一次現場演唱會時加入的成員[8]，成為企劃一員前為Poppin'Party的粉絲[83]。小原之所以進團，是因為她的一位粉絲在社交媒體上給木谷寄了其彈吉他的影片後，才被武士道成功發掘[83][84]。小原對配音的熱誠始於高中，並在18歲時開始學習樂器，還進入專門的音樂學校就讀[85]。她曾是基於《SKET DANCE》中的虛構樂團而創的「The Sketchbook」樂隊成員，自2011年創團直至2015年解散為止皆是該團的成員[86][87]。六花的背景正是改編自小原從岐阜縣老家搬到東京追逐音樂夢的經歷，其生日7月17日則是THE THIRD（仮）舉行第二次現場演唱會，並正式更名為RAISE A SUILEN的日子[83]。

- 夏芽（飾「MASKING」佐藤增姬，鼓手）：高中時期被學校樂團邀請後開始打鼓，之後進入專科學校ESP音樂學院就讀時與同學共組樂隊，並在2017年與Raychell一起加入SHAZNA，但兩人此前皆無任何配音經驗[7]。在愛貝克思夏日聯合國上作為伴奏樂團成員演出後[88]，她參與了武士道十週年演唱會的表演，並獲木谷招攬加入《BanG Dream!》[2]。在動畫第二季初聲演增姬時聲線較為低沉，總給人一種在壓抑情緒的感覺，但隨著第三季的角色發展，其語調也變得更具表現力[89]。

- 倉知玲鳳（飾「PAREO」鳰原令王那，鍵盤手）：自小學習鋼琴，並在初中時代觀看《K-ON！輕音部》和《鋼之鍊金術師》後開始對動畫配音產生興趣。她在2016年獲聲優經紀公司S（英语：S (企業)）徵聘[90]。《BanG Dream!第二季》是其職業生涯的第一份工作[91]。

- 紡木吏佐（飾「CHU²」珠手知由，DJ/饒舌）：RAISE A SUILEN正式成軍時才加入的成員[13]。因憧憬聲演涼宮春日的平野綾而成為聲優[92]，此前並無任何DJ或饒舌經驗[14]。兒時因在國際學校就讀而能操流利英語，知由也因此經常在日常對話中夾雜英文[92]。木谷形容她是幫助《BanG Dream!》走向國際化的要人[2]。

## 音樂風格與評價
接受訪問談及RAISE A SUILEN的音樂風格時，Raychell形容儘管她們的曲子揉合了EDM、搖滾、流行樂和動畫歌曲等多種元素，但卻同時有著不拘泥於任何流派的酷炫感，並說：「首先要聽聽我們的歌曲！然後來我們的現場演唱會！」。自「We are RAISE A SUILEN～BanG Dream! The Stage～」音樂劇以來擔任該樂隊第二代製作人的落合俊介在另一訪談中則承認RAS的曲風有受到Fear, and Loathing in Las Vegas的強烈影響，且各樂團成員在企劃之外的活動亦會反過來牽動到樂團本身的風格。
Real Sound的作家兼評論家imdkm稱RAISE A SUILEN的音樂感混合了大量電子音和節奏強烈的音樂，並表示儘管她們不常以吉他為核心，但合成器的即興演奏彌補了這一點，令在場聽眾有著極強的臨場感，廣泛使用擺動低音（Wobble Bass）也令編曲充滿活力，十分適合現場演出。此外，相比起偏重於合奏與和聲的Poppin'Party及Roselia，RAS全員給人的歌曲印象卻猶如怒號。作家中里桐（中里キリ）在其「BanG Dream! 7th☆LIVE DAY2：RAISE A SUILEN『Genesis』」（2019年2月22日）的觀後感中表示RAS在伴奏樂團時期之後便解放她們壓抑已久的粗野台風，如此徹底轉形仍能成功著實令人感到驚奇，而這都得歸功於五位樂手的專業精神。網路雜誌「STAGE」的撰稿人佐佐木雅晃在看完2020年2月9日的「Craziness」演唱會後坦言即使需要極高的演奏技巧，但RAISE A SUILEN仍能順利演奏與樂團形象截然不同的歌曲一事給了他莫大的震撼。

## 虛擬樂團
與RAISE A SUILEN相對應的虛擬樂團在2018年12月的BanG Dream!第六次總演唱會上首次披露，她們的個性和背景故事皆根據聲優本人與動畫製作人員的訪談而定。談到《BanG Dream!》內的樂團時，HIDIVE形容她們的音樂風格狂野又富感染力，揉合電子搖滾主題的歌曲也兼容並蓄地反映出其獨特的審美觀。
該樂團在《BanG Dream!》動畫系列的第二季中首次出現。在Roselia拒絕其擔任製作人後，珠手知由組建名叫RAISE A SUILEN的新樂團以作反制，還企圖挖角Poppin'Party的吉他手花園多惠。RAS隨後在第三季參加劇中的「BanG Dream! Girls Band Challenge」比賽，標誌其正式成為該系列企劃的其中一個主要樂團。手機遊戲方面，RAISE A SUILEN在2020年6月10日開始可在該作內選用。此外，由中村航原作、椎原龍（しいはらりゅう）繪製的RAS主題漫畫《RAiSe! The story of my music》在2019年1月開始在《武士道月刊》上連載。

## 音樂作品
樂團的作曲和編曲皆由Elements Garden一手包辦。

### 單曲
| 年份 | 標題                     | 附加曲目                                                                                           | 發行日期 | Oricon公信榜 最高位 | 規格產品編號 | 規格產品編號 | 備註                         | 來源    |
| 年份 | 標題                     | 附加曲目                                                                                           | 發行日期 | Oricon公信榜 最高位 | CD+Blu-ray   | CD           | 備註                         | 來源    |
| ---- | ------------------------ | -------------------------------------------------------------------------------------------------- | -------- | ------------------- | ------------ | ------------ | ---------------------------- | ------- |
| 2018 | 〈R・I・O・T〉           | 〈UNSTOPPABLE〉                                                                                    | 12月12日 | 6                   | BRMM-10144   | BRMM-10145   |                              | [ 106 ] |
| 2019 | 〈A DECLARATION OF ×××〉 | 〈Expose 'Burn Out!!!〉                                                                            | 2月20日  | 10                  | BRMM-10168   | BRMM-10169   |                              | [ 107 ] |
| 2019 | 〈Invincible Fighter〉   | 〈Takin' My Heart〉                                                                                | 6月19日  | 7                   | BRMM-10192   | BRMM-10193   |                              | [ 108 ] |
| 2020 | 〈DRIVE US CRAZY〉       | 〈Hell! or Hell?〉                                                                                 | 1月22日  | 5                   | BRMM-10228   | BRMM-10229   |                              | [ 109 ] |
| 2020 | 〈Sacred world〉         | 〈REIGNING ~THE STAGE VER.~〉 〈R・I・O・T ~The Stage ver.~〉                                      | 10月21日 | 6                   | BRMM-10294   | BRMM-10295   |                              | [ 110 ] |
| 2021 | 〈mind of Prominence〉   | 〈JUST THE WAY I AM〉                                                                              | 1月27日  | 3                   | BRMM-10330   | BRMM-10331   |                              | [ 49 ]  |
| 2021 | 〈EXIST〉                | 〈Embrace of Light〉 〈OUTSIDER RODEO〉                                                            | 4月21日  | 4                   | BRMM-10372   | BRMM-10373   |                              | [ 54 ]  |
| 2021 | 〈Domination to World〉  | 〈灼熱 Bonfire!〉                                                                                  | 9月29日  | 9                   | BRMM-10438   | BRMM-10439   |                              | [ 58 ]  |
| 2022 | 〈CORUSCATE -DNA-〉      | 〈Repaint〉、〈Light a fire〉、〈Just Awake〉（A面） 〈Keep the Heat and Fire Yourself Up〉（B面） | 4月27日  | 7                   | BRMM-10519   | BRMM-10520   | 有包含不同翻唱歌曲的兩個版本 | [ 60 ]  |
| 2023 | 〈-N-E-M-E-S-I-S-〉      | 〈EXPOSE 'Burn out!!!' (English Ver.)〉、〈Takin' my Heart (English Ver.)〉                        | 6月28日  | 13                  | BRMM-10651   | BRMM-10652   |                              | [ 111 ] |
| 2025 | 〈Bad Kids All Bet〉     | 〈WELCOME TO PANDEMONIUM〉                                                                         | 1月8日   | 8                   | BRMM-10873   | BRMM-10874   |                              | [ 112 ] |
| 2025 | 〈HOWLING AMBITION〉     | 〈VIVID FIRST TIME〉                                                                               | 6月11日  | 11                  | BRMM-10934   | BRMM-10935   |                              | [ 113 ] |
| 2025 | 〈‘FIGHT’ ADDICT〉       | | 11月12日 |                     | BRMM-10980   | BRMM-10981   |                              | [ 114 ] |

### 專輯
| 年份 | 標題       | 發行日期 | Oricon公信榜 最高位 | 規格產品編號 | 規格產品編號 | 來源    |
| 年份 | 標題       | 發行日期 | Oricon公信榜 最高位 | CD+Blu-ray   | CD           | 來源    |
| ---- | ---------- | -------- | ------------------- | ------------ | ------------ | ------- |
| 2020 | 《ERA》    | 8月19日  | 2                   | BRMM-10268   | BRMM-10269   | [ 41 ]  |
| 2024 | 《SAVAGE》 | 6月12日  | 10                  | BRMM-10790   | BRMM-10791   | [ 115 ] |

#### 合作專輯
| 年份 | 標題                                                      | 發行日期 | Oricon公信榜 最高位 | 備註                                                                                              | 來源    |
| ---- | --------------------------------------------------------- | -------- | ------------------- | ------------------------------------------------------------------------------------------------- | ------- |
| 2019 | 《BanG Dream! Girls Band Party! Cover Collection Vol. 3》 | 12月18日 | 4                   | 同時收錄有Poppin'Party、Roselia、Afterglow、Pastel*Palettes和Hello, Happy World!的歌曲            | [ 116 ] |
| 2020 | 《BanG Dream! Girls Band Party! Cover Collection Vol. 4》 | 5月7日   | 1                   | 同時收錄有Poppin'Party、Roselia、Afterglow、Pastel*Palettes、Hello, Happy World!和Morfonica的歌曲 | [ 117 ] |
| 2020 | 《Garupa Vocaloid Cover Collection》                      | 12月16日 | 4                   | 同時收錄有Poppin'Party、Roselia、Afterglow、Pastel*Palettes、Hello, Happy World!和Morfonica的歌曲 | [ 118 ] |
| 2021 | 《BanG Dream! Girls Band Party! Cover Collection Vol. 5》 | 2月24日  | 6                   | 同時收錄有Poppin'Party、Roselia、Afterglow、Pastel*Palettes、Hello, Happy World!和Morfonica的歌曲 | [ 119 ] |
| 2021 | 《BanG Dream! FILM LIVE 2nd Stage" Special Songs》        | 8月25日  | 13                  | 同時收錄有Poppin'Party、Roselia、Afterglow、Pastel*Palettes、Hello, Happy World!和Morfonica的歌曲 | [ 120 ] |
| 2021 | 《BanG Dream! Girls Band Party! Cover Collection Vol. 6》 | 11月10日 | 4                   | 同時收錄有Poppin'Party、Roselia、Afterglow、Pastel*Palettes、Hello, Happy World!和Morfonica的歌曲 | [ 121 ] |
| 2022 | 《BanG Dream! Dreamer's Best》                            | 3月16日  | 6                   | 包含RAS的〈EXPOSE 'Burn out!!!'〉、〈Beautiful Birthday〉和〈HELL! or HELL?〉的粉絲投票決定合輯   | [ 122 ] |
| 2022 | 《BanG Dream! Girls Band Party! Cover Collection Vol. 7》 | 12月14日 | 13                  | 同時收錄有Poppin'Party、Roselia、Afterglow、Pastel*Palettes、Hello, Happy World!和Morfonica的歌曲 | [ 123 ] |
| 2023 | 《BanG Dream! Girls Band Party! Cover Collection Vol. 8》 | 9月6日   | 21                  | 同時收錄有Poppin'Party、Roselia、Afterglow、Pastel*Palettes、Hello, Happy World!和Morfonica的歌曲 | [ 124 ] |

#### 現場專輯
| 年份 | 標題                                                                          | 發行日期 | Oricon公信榜 最高位 | 規格產品編號 | 規格產品編號 | 合演樂團                                                                              | 來源    |
| 年份 | 標題                                                                          | 發行日期 | Oricon公信榜 最高位 | CD+Blu-ray   | CD           | 合演樂團                                                                              | 來源    |
| ---- | ----------------------------------------------------------------------------- | -------- | ------------------- | ------------ | ------------ | ------------------------------------------------------------------------------------- | ------- |
| 2018 | 《THE THIRD（仮）1st LIVE》                                                   | 9月26日  | 17                  | 不適用       | BRMM-10132   | 錄自樂團的第一次演出                                                                  | [ 125 ] |
| 2019 | 《BanG Dream! 6th☆LIVE》                                                      | 11月27日 | 10                  |              |              | Poppin'Party、Roselia與Hello, Happy World!                                            | [ 126 ] |
| 2020 | 《TOKYO MX presents 「BanG Dream! 7th☆LIVE」COMPLETE BOX》                    | 2月19日  | 3                   |              |              | Poppin'Party、Roselia、Hello, Happy World!、Afterglow、Pastel*Palettes及Glitter*Green | [ 127 ] |
| 2020 | 《TOKYO MX presents「BanG Dream! 7th☆LIVE」 DAY2：RAISE A SUILEN「Genesis」》 | 2月19日  | 13                  |              |              |                                                                                       | [ 128 ] |
| 2020 | 《Roselia x RAISE A SUILEN "Rausch und/and Craziness"》                       | 11月18日 | 3                   |              |              | Roselia                                                                               | [ 129 ] |
| 2021 | 《Poppin'Party x SILENT SIREN VS Live "NO GIRL NO CRY" at MetLife Dome》      | 4月28日  | 17                  |              |              | Poppin'Party、SILENT SIREN與Roselia                                                   | [ 130 ] |